# Lednicko-valtický hudební festival
Lednicko-valtický hudební festival (LVHF) je mezinárodní festival klasické hudby. Každý rok na přelomu září a října pořádá 8 až 11 koncertů vážné hudby v architektonických památkách Lednicko-valtického areálu. Navazuje na tradici Lichtenštejnů, kteří na svých zámcích hostili v době podzimní lovecké sezóny hudební soubory z velkých měst. Každý rok se dramaturgie festivalu zaměřuje na nová hudební témata, která souvisí s hudební a kulturní historií a geografií zdejšího regionu. Festival uvádí premiéry z historické Valtické hudební sbírky Milosrdných bratří.
Festival založil valtický rodák a profesionální houslista Jiří Partyka, který je umělecký a výkonný ředitel LVHF. První ročník LVHF se konal v roce 2016 s cílem, aby obyvatelé břeclavského regionu a okolí měli „možnost si poslechnout špičkové interprety zejména z klasického žánru, které obvykle mohou navštívit a ocenit jen ve větších městech.“ Od roku 2017 je součástí festivalu doprovodný program v podobě edukačních koncertů pro děti z místních škol, od roku 2019 také přednášky navázané na hlavní téma ročníku a výstavy. Od roku 2022 je LVHF členem České asociace festivalů a od roku 2023 se koná pod záštitou prezidenta republiky. V roce 2025 se uskuteční jubilejní 10. ročník festivalu.

### Přehled ročníků
| Ročník | Rok  | Téma | Výběr interpretů |
| ------ | ---- | --- | --- |
| 1.     | 2016 | Iniciační ročník | Vivaldi Collegium Prague Václav Hudeček |
| 2.     | 2017 | Architekt rodu Lichtenštejnů Josef Hardtmuth - obdivovatel W. A. Mozarta a F. Schuberta                                                      | Pavel Haas Quartet, Janáčkův komorní orchestr, PhilHarmonia Octet Prague, Barocco sempre giovane, Filharmonie Bohuslava Martinů Jan Mráček, Jiří Bárta, Patricie Janečková |
| 3.     | 2018 | Josef Triebensee - poslední kapelník rodu Lichtenštejnů 100 let od rozpadu Rakouska- Uherska                                                 | Český filharmonický sbor, St. Gelért Academy Orchestra, Belfiato Quintet, Musica Florea Petr Nekoranec, Simona Šaturová, Svatopluk Sem, Doubravka Součková |
| 4.     | 2019 | 300 let od vzniku Lichtenštejnského knížectví a 770 let od usazení Lichtenštejnů na našem území Hudební skladatelé ve službách Lichtenštejnů | Collegium Marianum, PKF - Prague Philharmonie Adam Plachetka, Lukáš Vondráček, Cosima Soulez Lariviére, Kateřina Englichová, Ivan Ženatý, Alexandra Yangel, Patricie Janečková Vojtěch Spurný |
| 5.     | 2020 | Propojení klasické hudby s folklórní tradicí                                                                                                 | Janoska Ensemble, Ostrava Klezmer Band, Pavel Haas Quartet, Janáčkův komorní orchestr Václav Hudeček, Johana Černohorská, Klára Blažková, Jan Rokyta |
| 6.     | 2021 | 280 let od úmrtí Antonia Vivaldiho a jeho česká stopa                                                                                        | Collegium 1704, Ensemble Matheus, Ensemble Scaramuccia, Accademia Bizantina, Europa Galante, Collegium Marianum Jakub Józef Orliński, Fabio Biondi, Amandine Beyer, Delphine Galou, Jana Semerádová, Patricie Janečková |
| 7.     | 2022 | Balkánské inspirace a historie moravských Charvátů Dílo chorvatské skladatelky Dory Pejačević                                                | Ensemble Illyrica, Filharmonie Bohuslava Martinů, Janáčkova filharmonie Ostrava, Talichovo kvarteto, Capella Mariana, Barocco sempre giovane Josipa Bainac, Daniel Karvay, Vid Veljak, Aljoša Jurinič, Latica Anić, Boris Prýgl, Nika Gorić                                                                                 |
| 8.     | 2023 | Ve znamení mladých talentů | Filharmonie Brno, PKF - Prague Philharmonie, Barocco sempre giovane, Wranitzky Kapelle, Orquestrina Baborak, Boni pueri Radek Baborák, Daniel Matějča, Indi Stivín, Maxim Lando, Michelle Stern, Daria Kolisan, Yurii Strakhov, Victor Teodesiev, Matyáš Novák, Nikol Kraft Tomáš Netopil                                   |
| 9      | 2024 | Hudební alchymie zednářské zahrady zámku Lednice                                                                                             | PKF - Prague Philharmonia, Janáčkova filharmonie Ostrava, Filharmonie Brno, Gaudeamus Brno, Benda Quartet, Martinů Voices, Musica Florea, Alinde Quintet Maxim Vengerov, Gaudeamus Brno, Jana Semerádová, Martina Masaryková, Veronika Rovná, Veronika Hajnová, Richard Samek, Roman Janál Valentin Uryupin, Vojtěch Spurný |

### Lokace LVHF
Festival začínal dvěma koncerty v Zámecké jízdárně Valtice a Zámecké jízdárně Lednice. S růstem počtu koncertů rozšiřuje LVHF svoji působnost i mimo Lednicko-valtický areál:
- Zámecká jízdárna Lednice (poprvé 2016)
- Zámecká jízdárna Valtice (poprvé 2016)
- Dianin chrám – Rendez-vous (poprvé 2017)
- Kostel Nanebevzetí Panny Marie Valtice (poprvé 2017)
- Kostel Navštívení Panny Marie, Břeclav-Poštorná (poprvé 2017)
- Zámecká kaple Valtice (poprvé 2017)
- Zámecké divadlo Valtice (poprvé 2017)
- Kostel sv. Jakuba Staršího Lednice (poprvé 2018)
- Rytířský sál Zámek Lednice (poprvé 2018)
- Kostel Narození Panny Marie Velké Bílovice (2018)
- Zámek Wilfersdorf (Rakousko) (poprvé 2018)
- Lichtenštejnský městský palác ve Vídni (poprvé 2019)
- Zámek Mikulov (poprvé 2019)
- Kostel sv. Bartoloměje Katzelsdorf-Bernhardsthall (Rakousko)  (poprvé 2019)
- Kaple sv. Cyrila a Metoděje Břeclav (2019)
- Obřadní síň židovského hřbitova v Břeclavi (2020)
- Břeclavská synagoga (2020)
- Minaret Lednice (poprvé 2020)
- Rytířský sál Státní zámek Lednice (poprvé 2020)
- Rybniční zámeček (poprvé 2020)
- Lichtenštejnský zahradní palác, Vídeň (poprvé 2021)
- Chateau de Frontière (Hraniční zámeček) (poprvé 2021)
- Belveder Valtice (poprvé 2021)
- Zámeček Pohansko (poprvé 2022)
- Katzelsdorfský zámeček (2022)
- Zámek Valtice – Bílý sál (2022)
- Lichtenštejnský palác na Malé Straně v Praze (2023)
- Zámek Moravský Krumlov (2024)
- Reduta Brno (2025)
- Zámek Valtice – Taneční sál (2025)